# Berry Holslag
Bertha Johanna (Berry) Holslag (n. La Haya, 28 de agosto de 1947) es una escultora neerlandesa.

## Datos biográficos
Estudió en la Academia Vrije de su ciudad natal La Haya. En la misma academia desde 1973 hasta 1977 fue profesora. Es miembro de Pulchri Studio y el Círculo de Arte de La Haya.
Una de sus obras, es una pieza El observador - The Observer, que forma parte del proyecto Sokkelplan de La Haya, obra de 1994.

## Obras (selección)
- Kunstmatig bos - Bosque artificial (1972), Houtzagerssingel en La Haya
- Honkbalvanger - Cácher de béisbol (1977), Atjehstraat en La Haya
- Betonnen vuilniszakken - Bolsas de basura de hormigón (1978), Moerbeigaarde en Zoetermeer

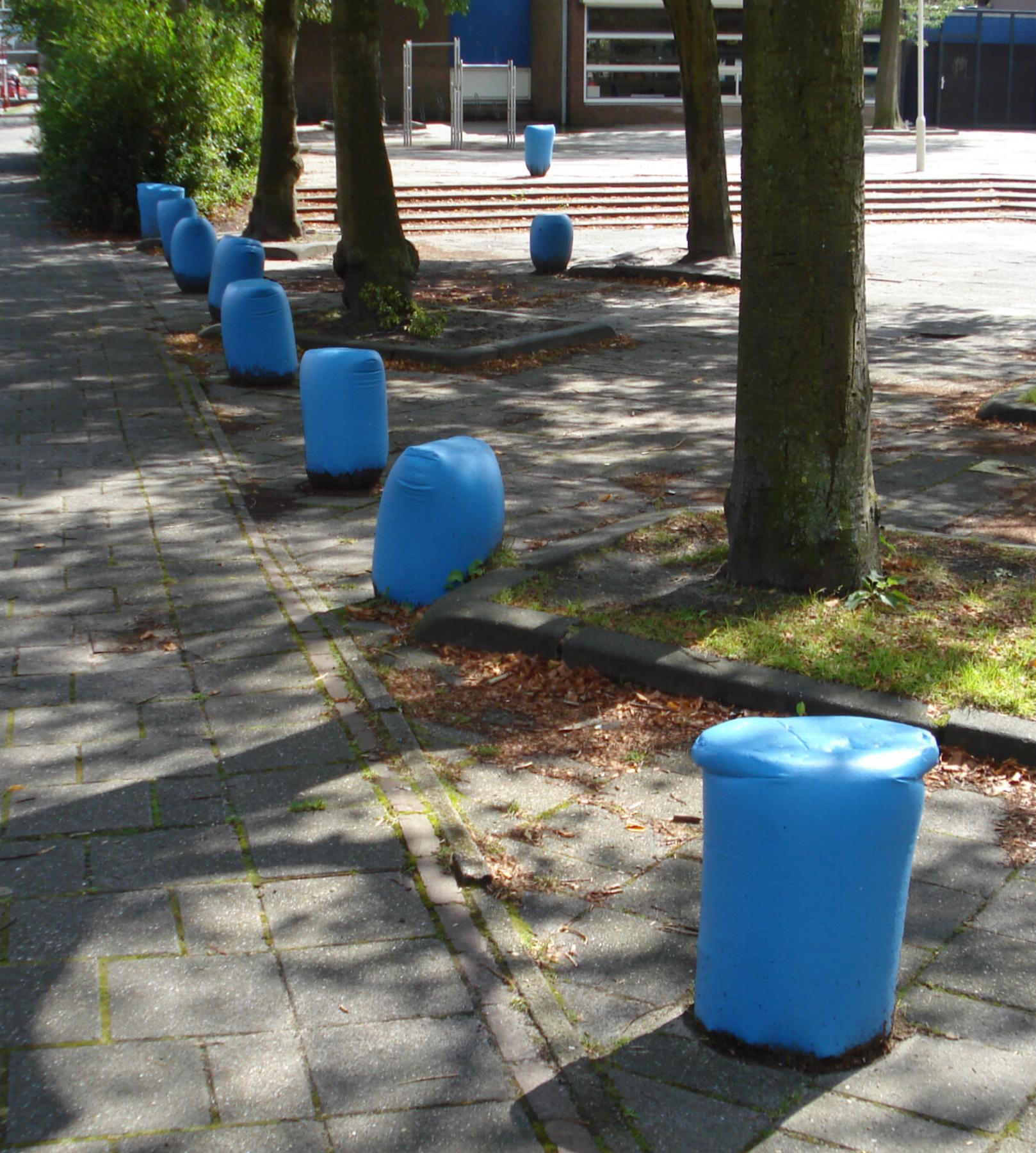
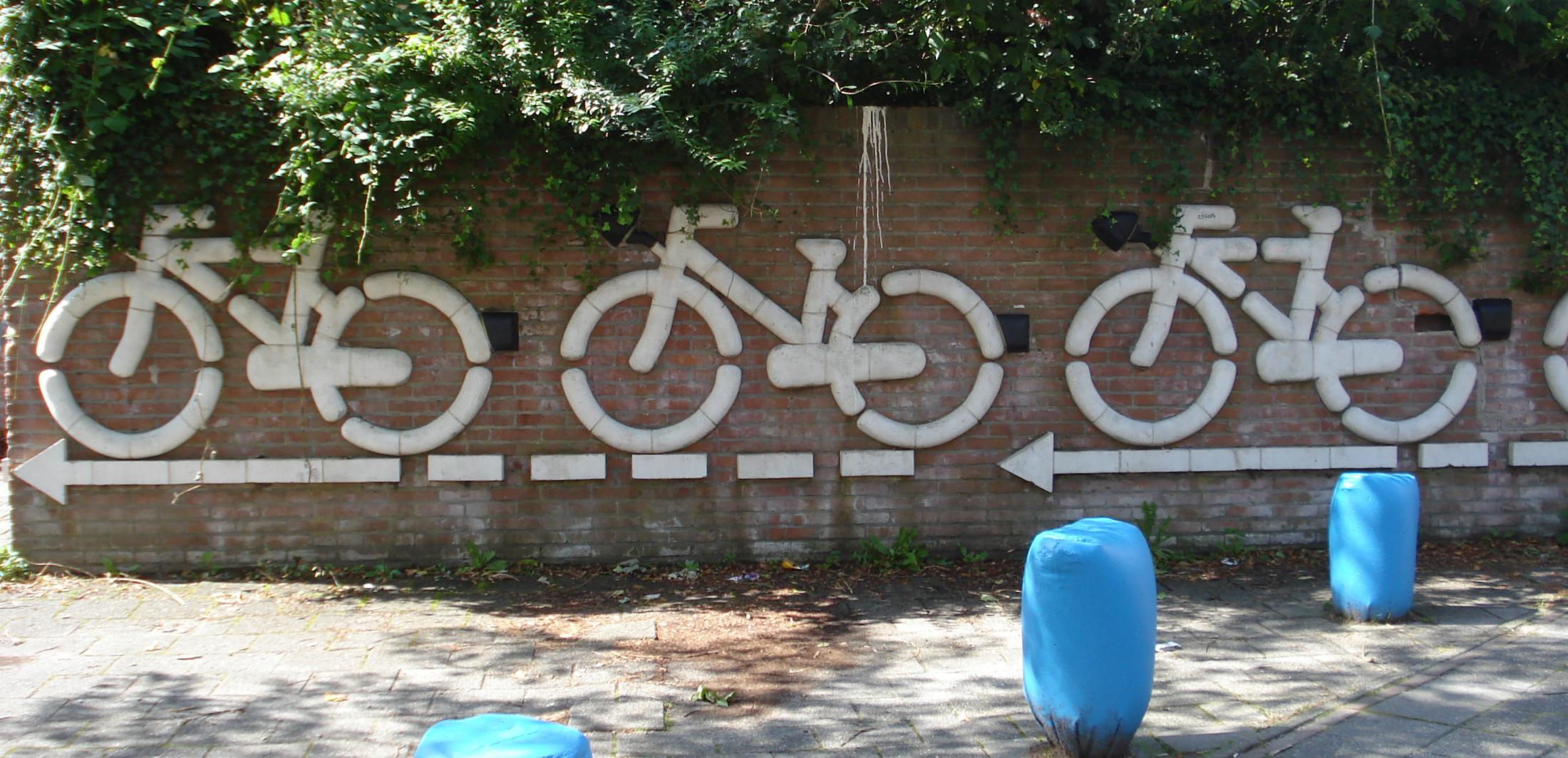
Pulsar para ampliar.

- Het Gesprek - la conversación (1979/80), escultura en el parque Westbroek  norte de La Haya

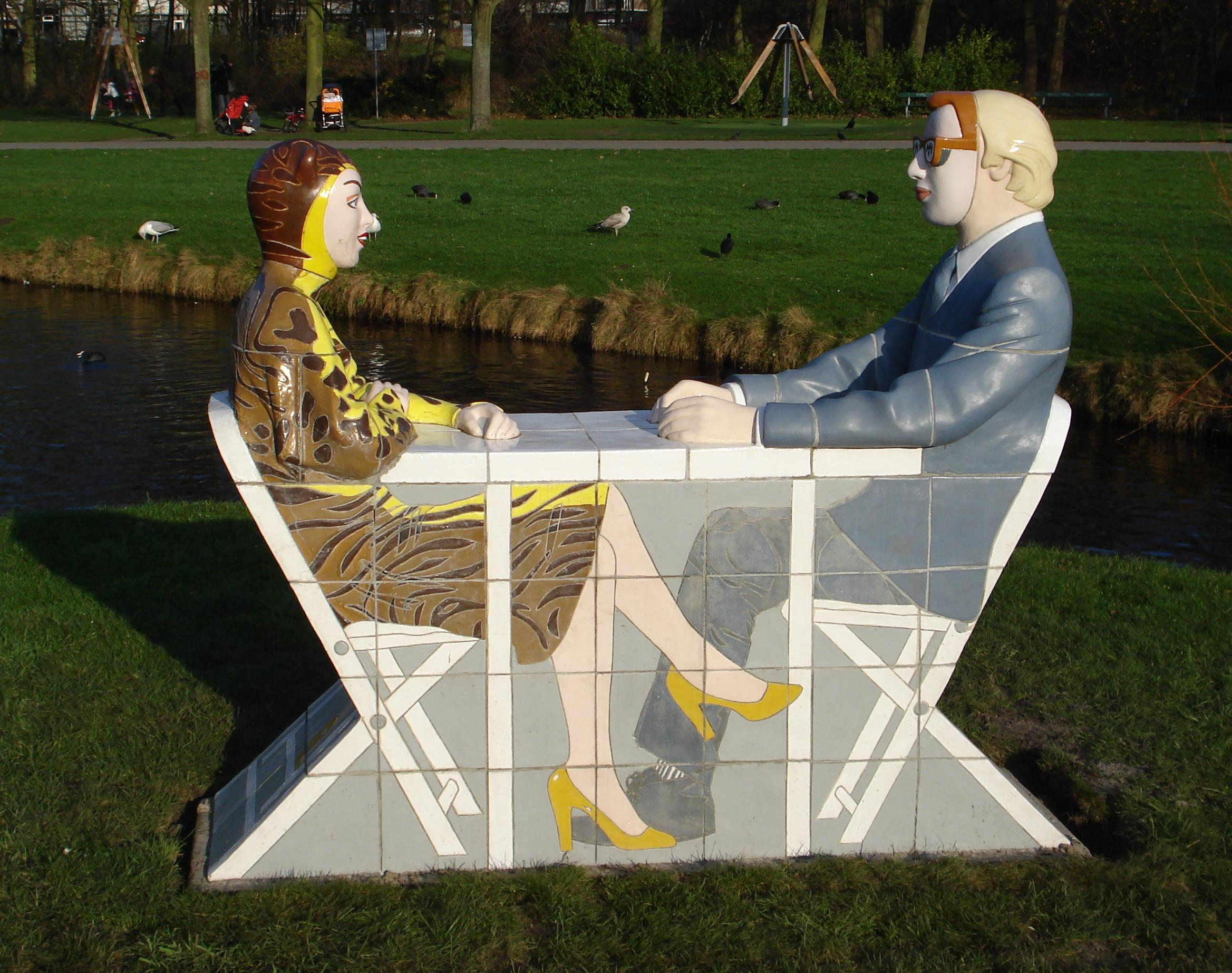
Pulsar para ampliar.

- Vier tegeltableaus (1982), Schimmelweg en La Haya
- De Godin (1985), Smijerslaan en Utrecht

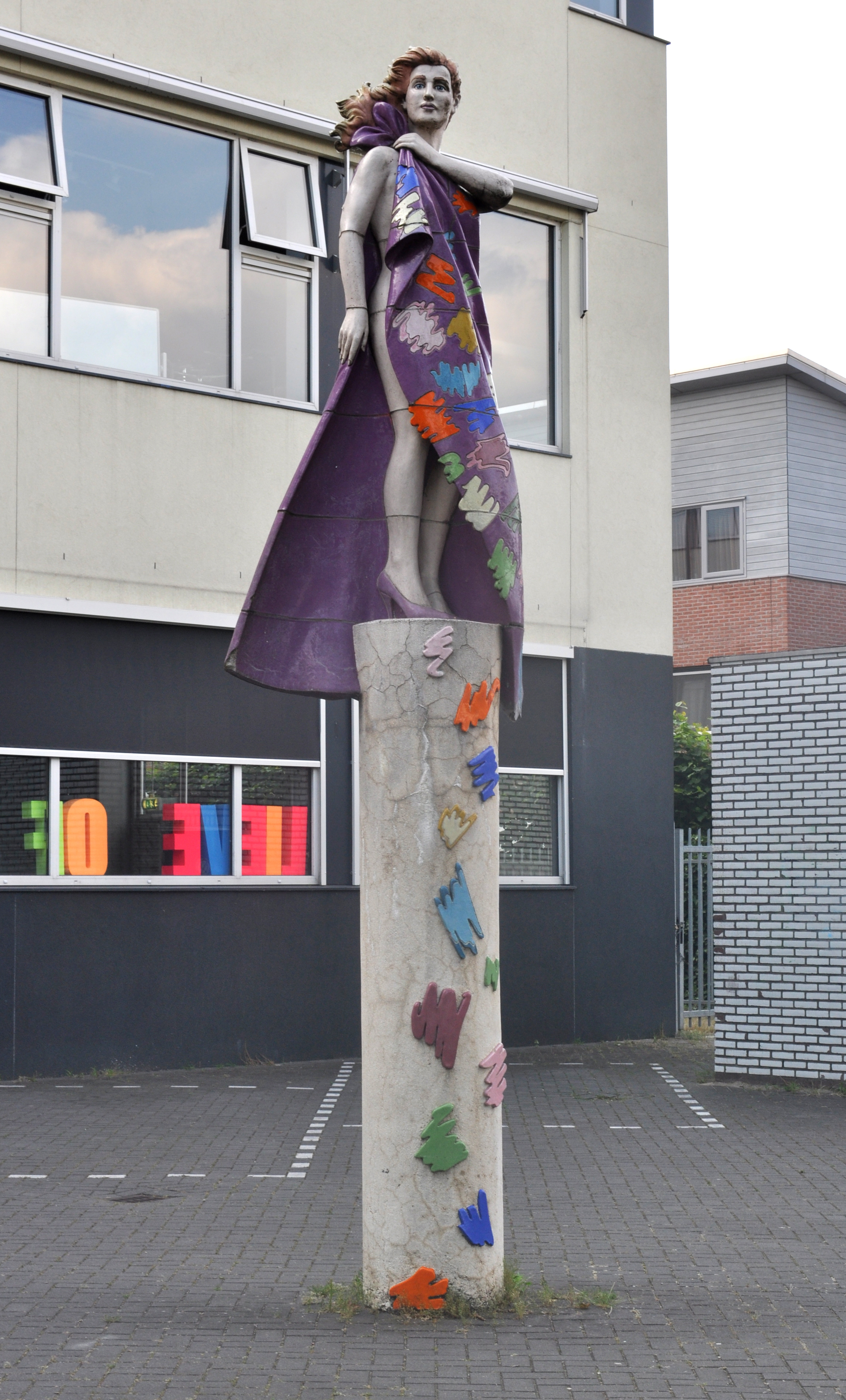
Pulsar para ampliar.

- Muurreliëf (1987), Abraham Bloemaertstraat en La Haya
- Man en vrouw op zuilen El hombre y la mujer en las columnas (1988), Loosduinseweg al oeste de La Haya

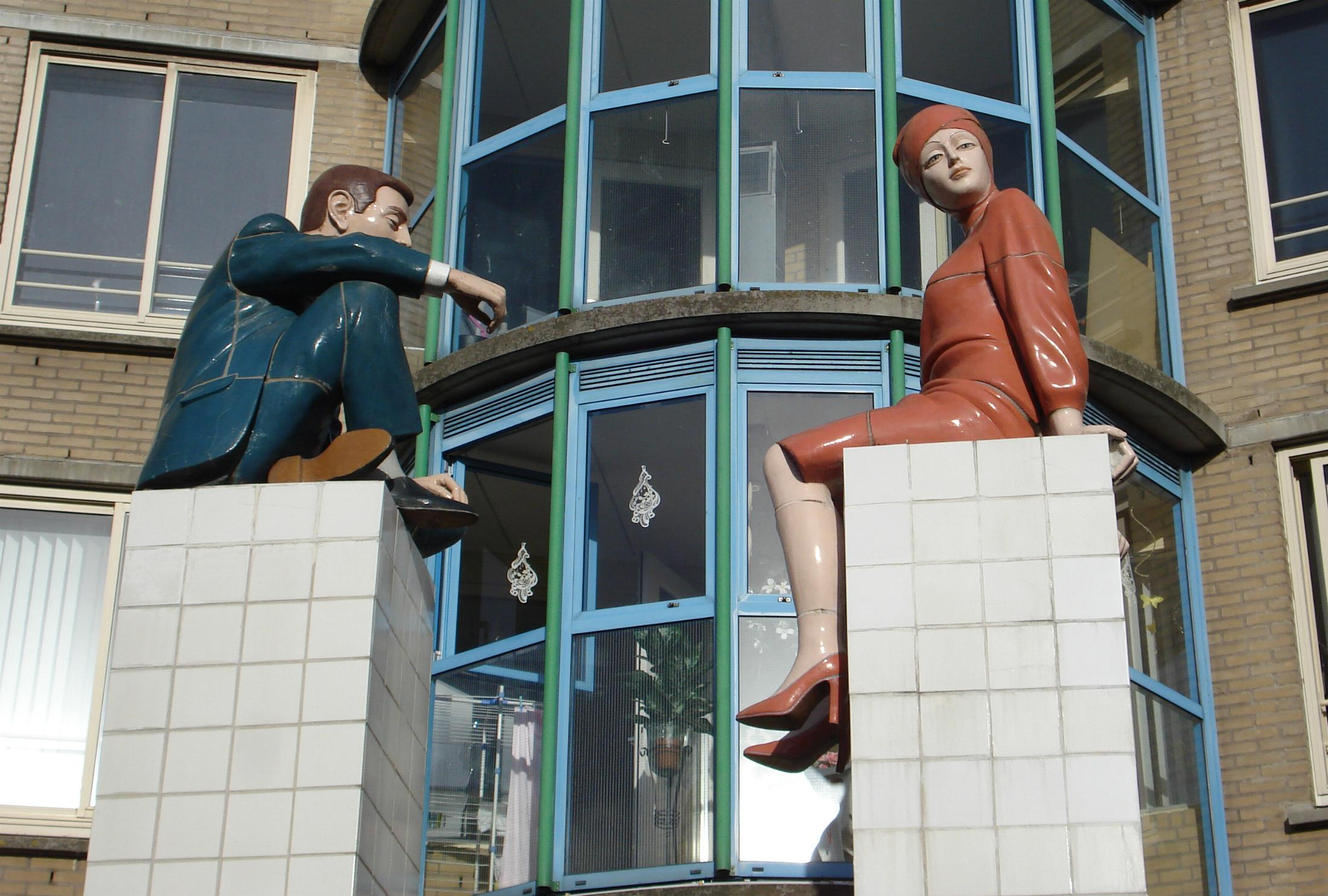
Pulsar para ampliar.

- De rechercheur (1989),[2] parque de la central de policía de Voorburg

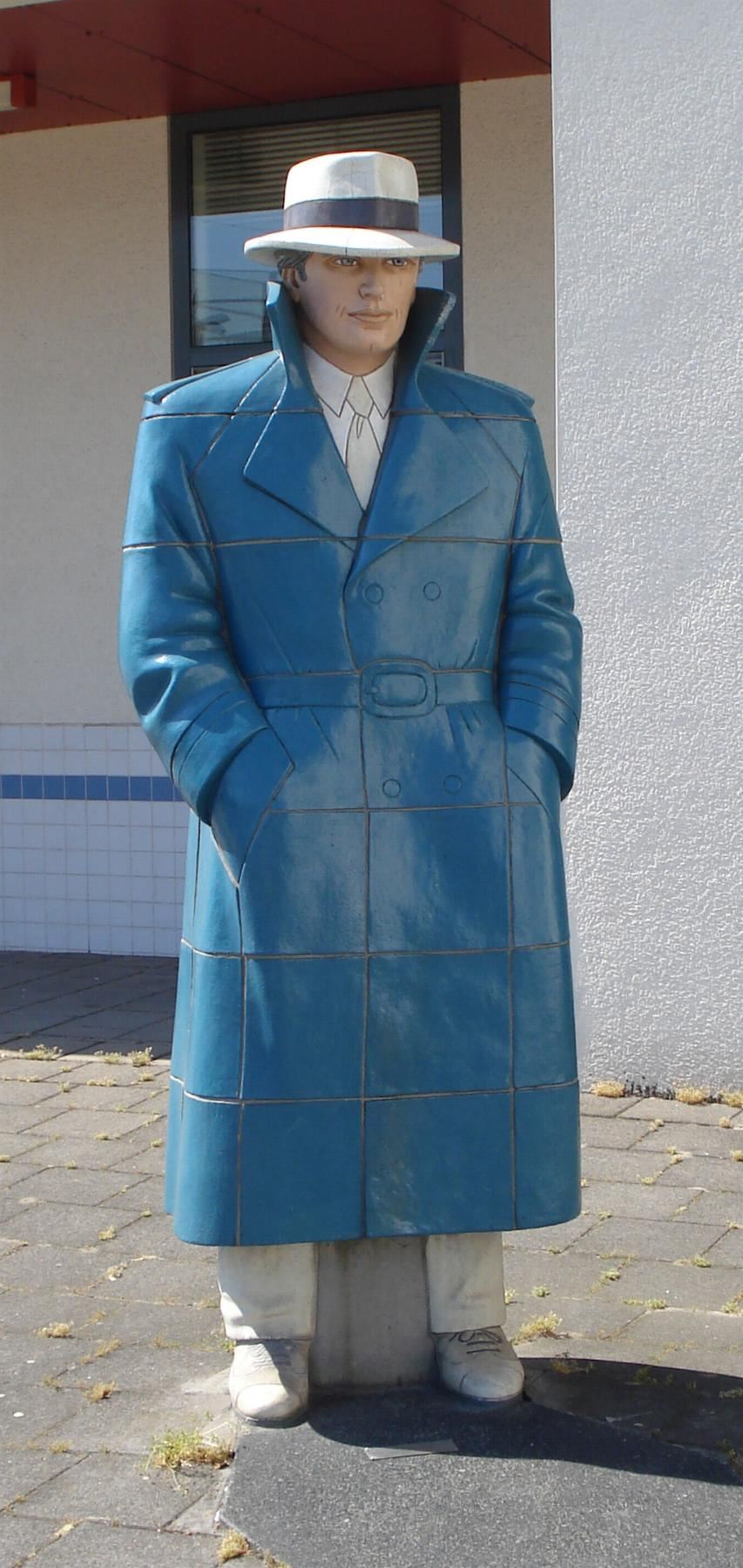
Pulsar para ampliar.

- El observador - The Observer  ,(1994) La Haya , dentro del proyecto Sokkelplan.

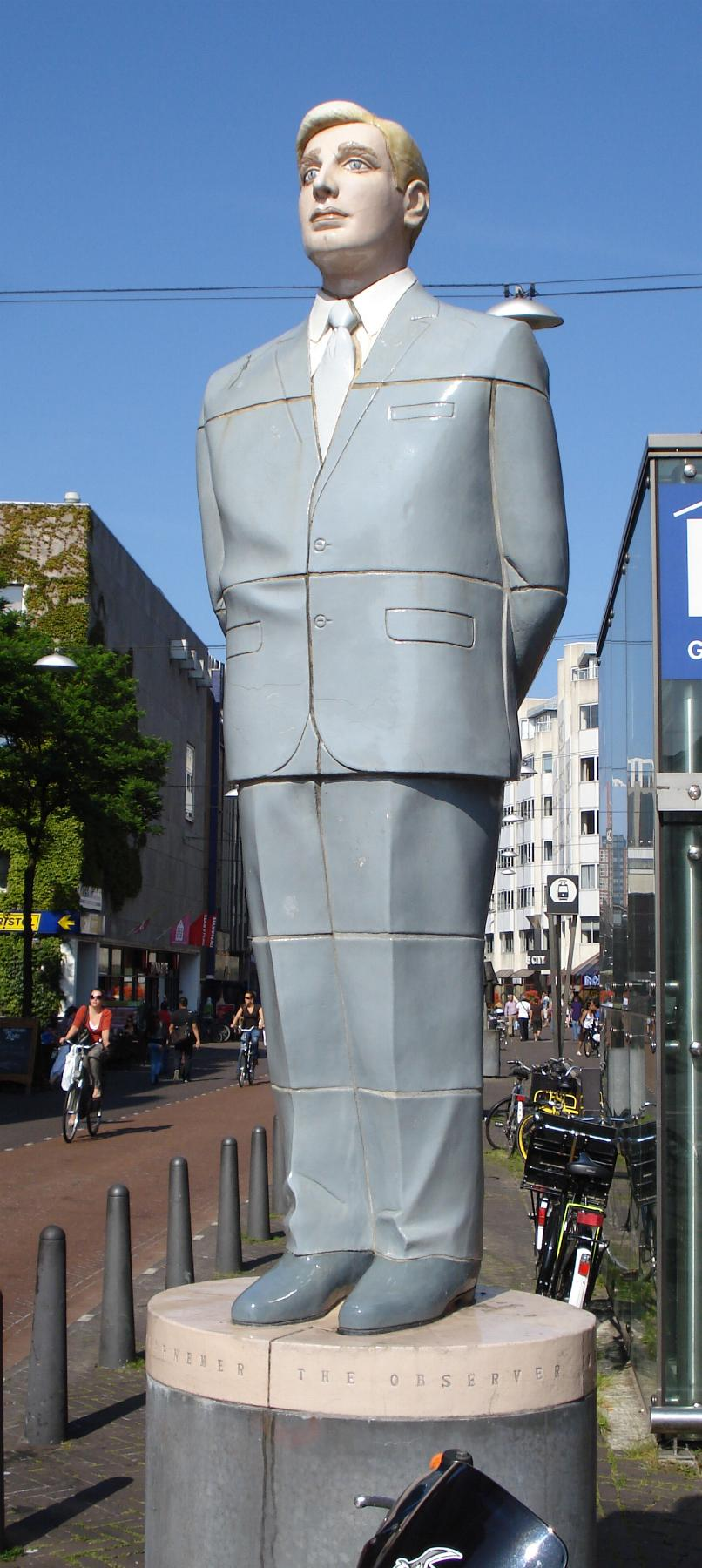
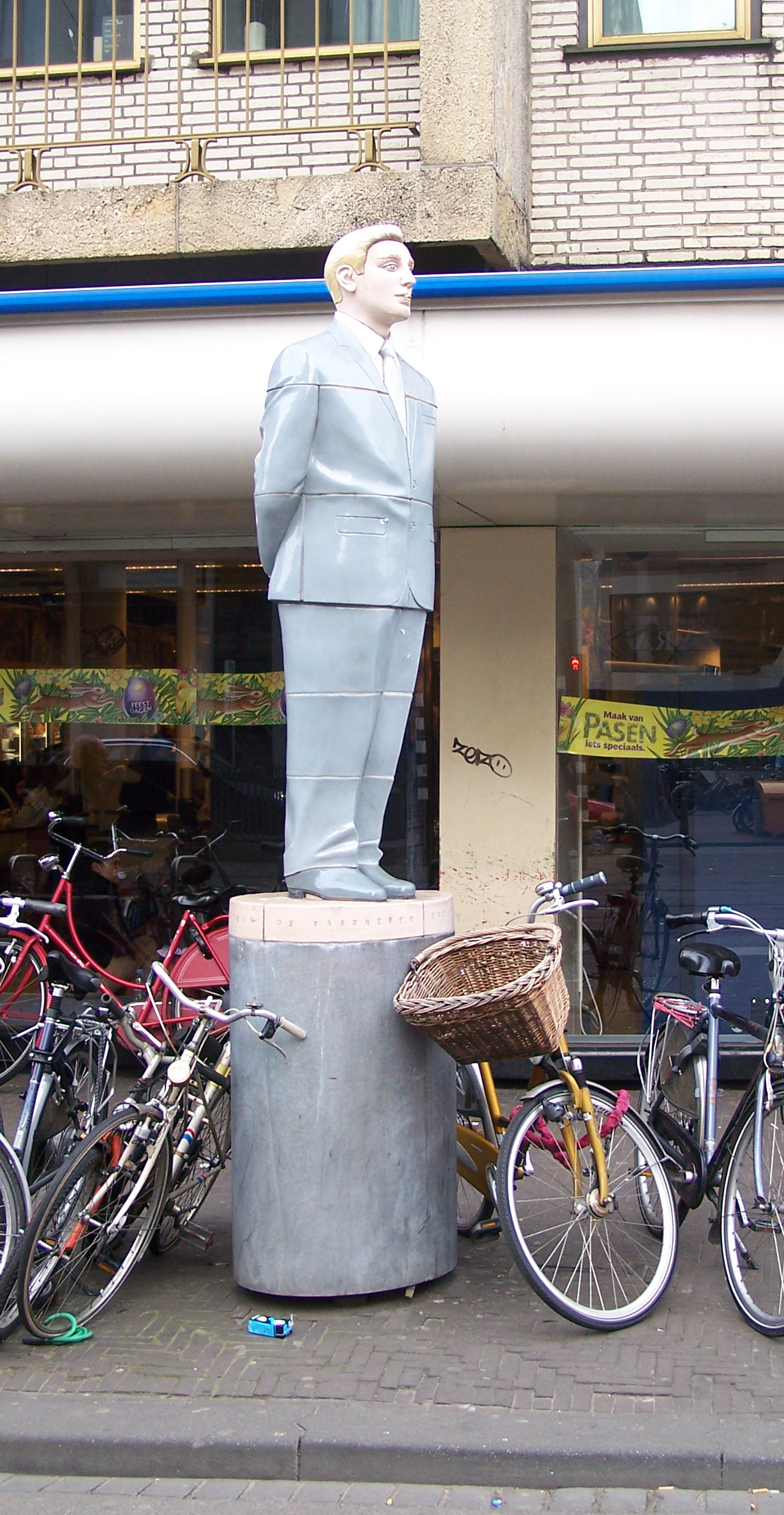
Pulsar para ampliar.

- City Walk (1998), Zuidplein/Strevelsweg en Róterdam
- Reclining Figures (vrouw en man) (2001), Burg. Sweenslaan en Leidschendam

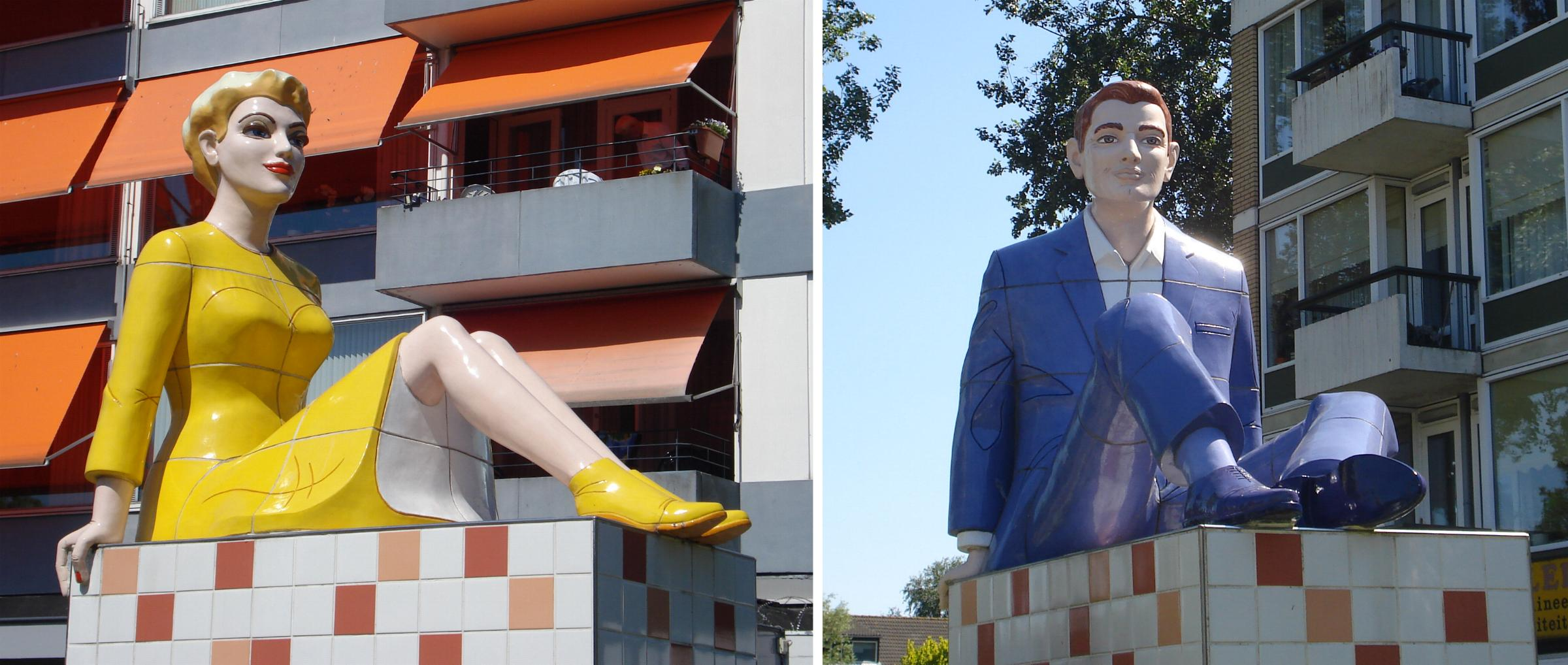
Pulsar para ampliar.

- Meisje van Lisse (2002), Heereweg en Lisse

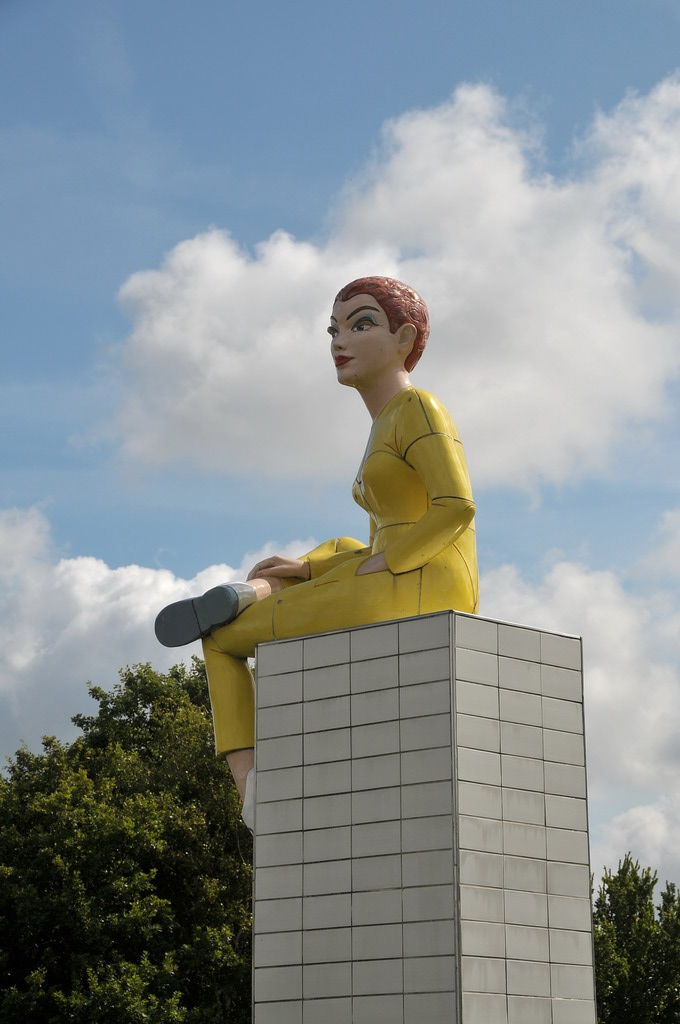
Pulsar para ampliar.

- Binck Twins (2004), Binckhorstlaan, este de  La Haya

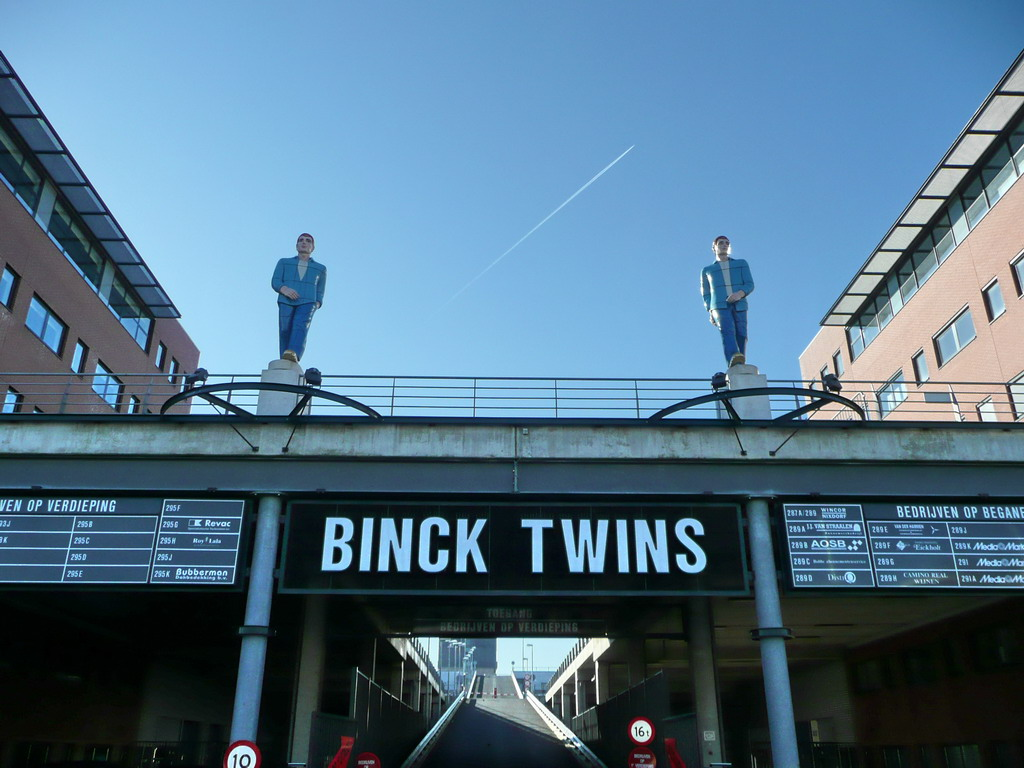
Pulsar para ampliar.

- Zwangere vrouw - La mujer embarazada (2004), Heinsiuslaan en Leiderdorp

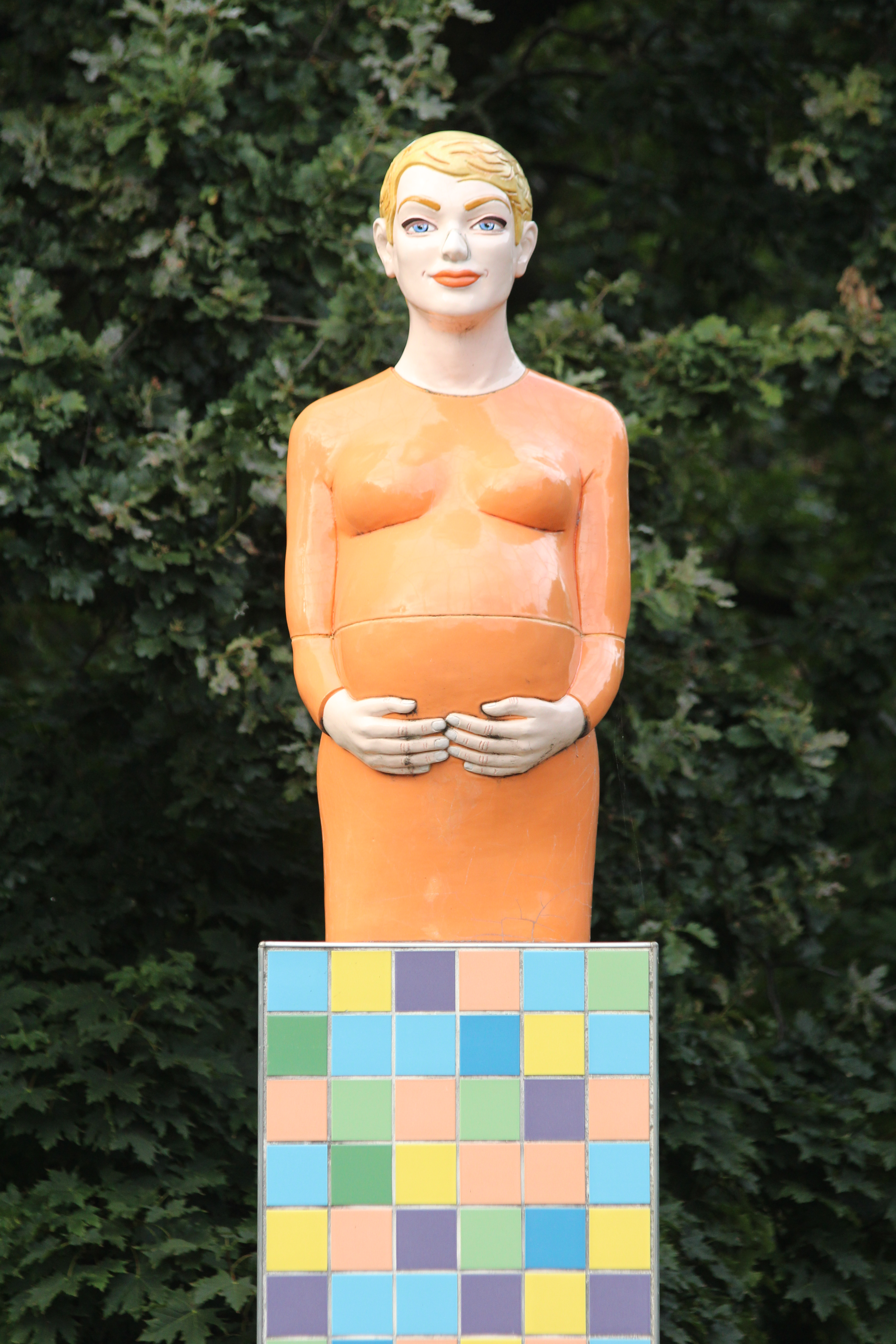
Pulsar para ampliar.

- Zeemeermin (2004), Picképlein en Noordwijk aan Zee

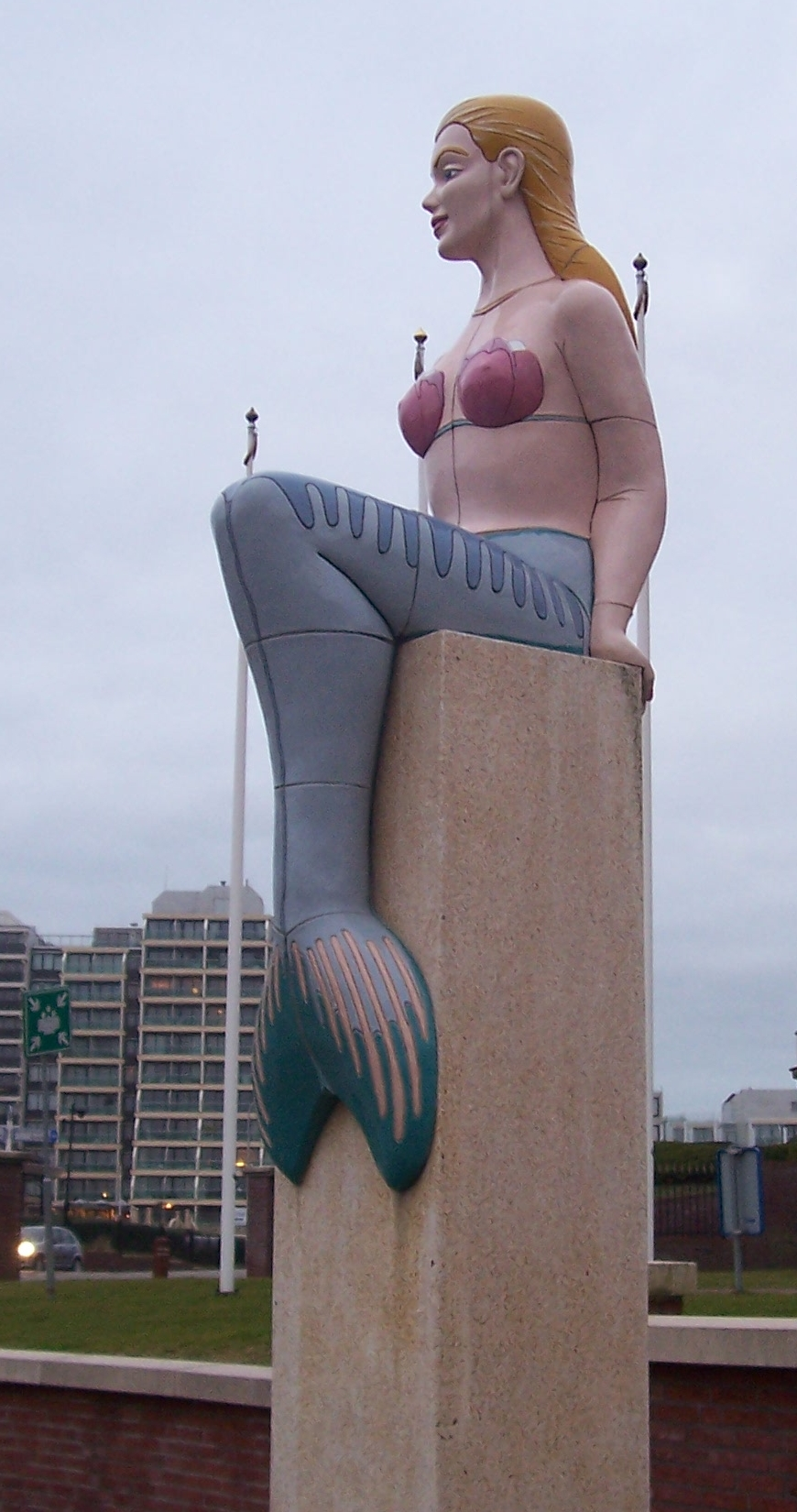
Pulsar para ampliar.

- Boy/Girl next door (2006), Goedewerf en Almere
- De Man in de Witte y De Vrouw in De Witte El hombre de blanco y La dama de blanco- 2 bustos entrada a De Witte, Plaza en La Haya

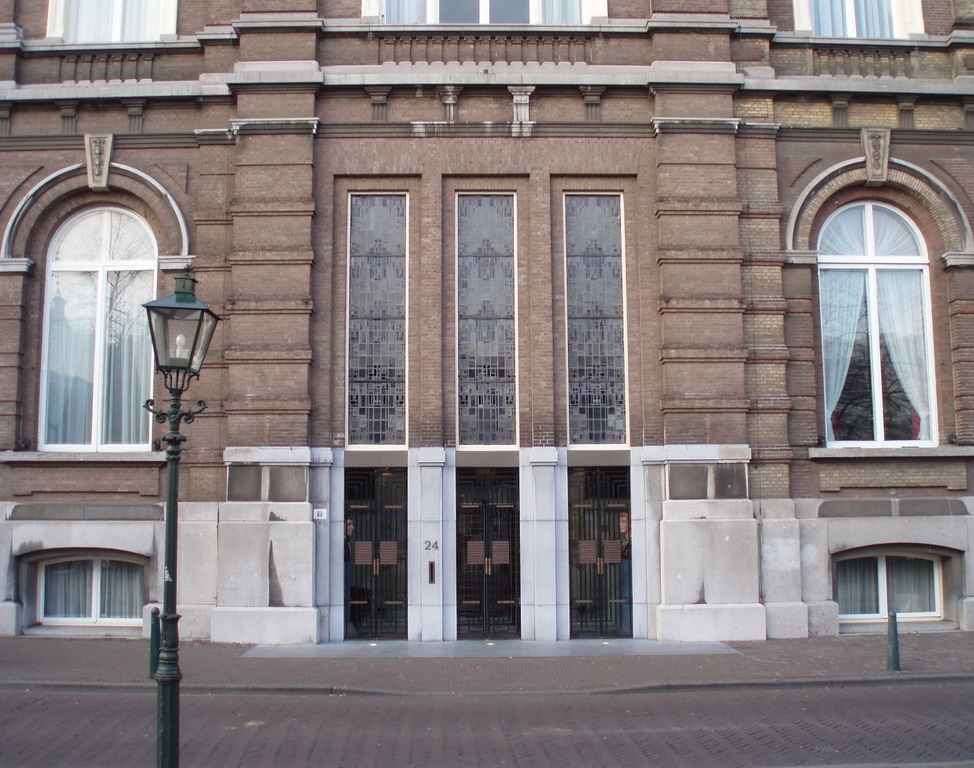
Pulsar para ampliar.

- De dichter van het park - El poeta del parque (2011), parque Bellamy en Flesinga